# Nadarevo
Nadarevo (bulgariska: Надарево) är ett distrikt i Bulgarien.   Det ligger i kommunen Obsjtina Tărgovisjte och regionen Tărgovisjte, i den nordöstra delen av landet, 280 km öster om huvudstaden Sofia.